# Nino Rossi
Nino Rossi (Forlì, 24 novembre 1895 – Fortezza, 27 luglio 1952) è stato un pianista e compositore italiano.
Iniziò la carriera di concertista molto giovane. Come insegnante ricoprì incarichi di rilievo: nel 1914 alla Scuola Superiore del Conservatorio Klindworth-Scharwenka di Berlino, nel 1924 al Conservatorio di Santa Cecilia di Roma, nel 1933 al Liceo musicale di Bologna, infine nel 1939 al Conservatorio di Milano, dove insegnò ininterrottamente sino alla morte. Pur dedicandosi all'insegnamento non tralasciò tuttavia la carriera di concertista ed inoltre si dedicò alla composizione di vari brani, tra i quali un'opera inedita, La Rondine, e alla trascrizione di lavori di César Franck, Wolfgang Amadeus Mozart, Johann Sebastian Bach, Vincenzo Manfredini. Forse a causa della prematura scomparsa, la sua fama non resse al passare del tempo e fu in seguito dimenticato.

## Biografia

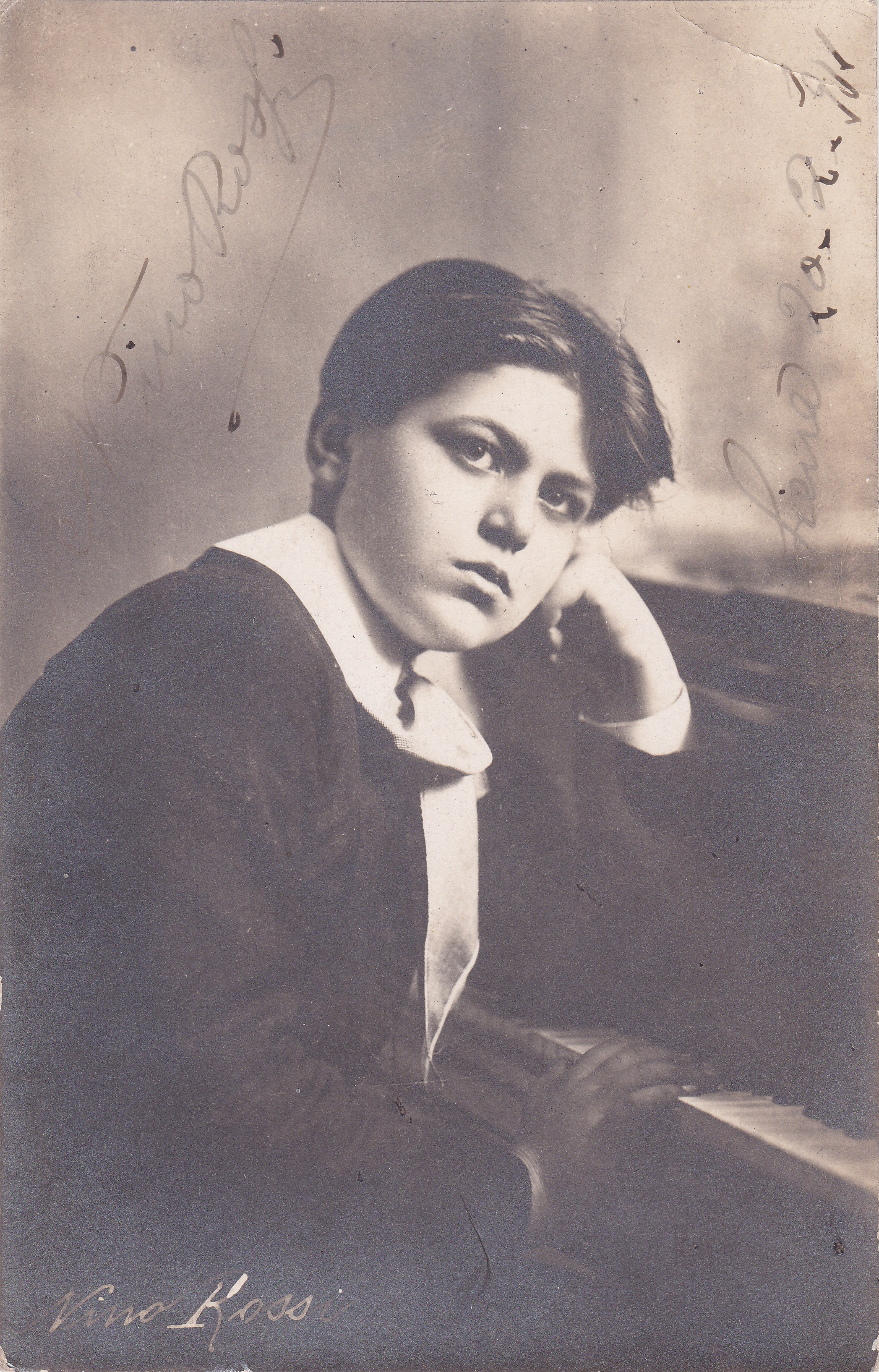
Nino Rossi bambino.

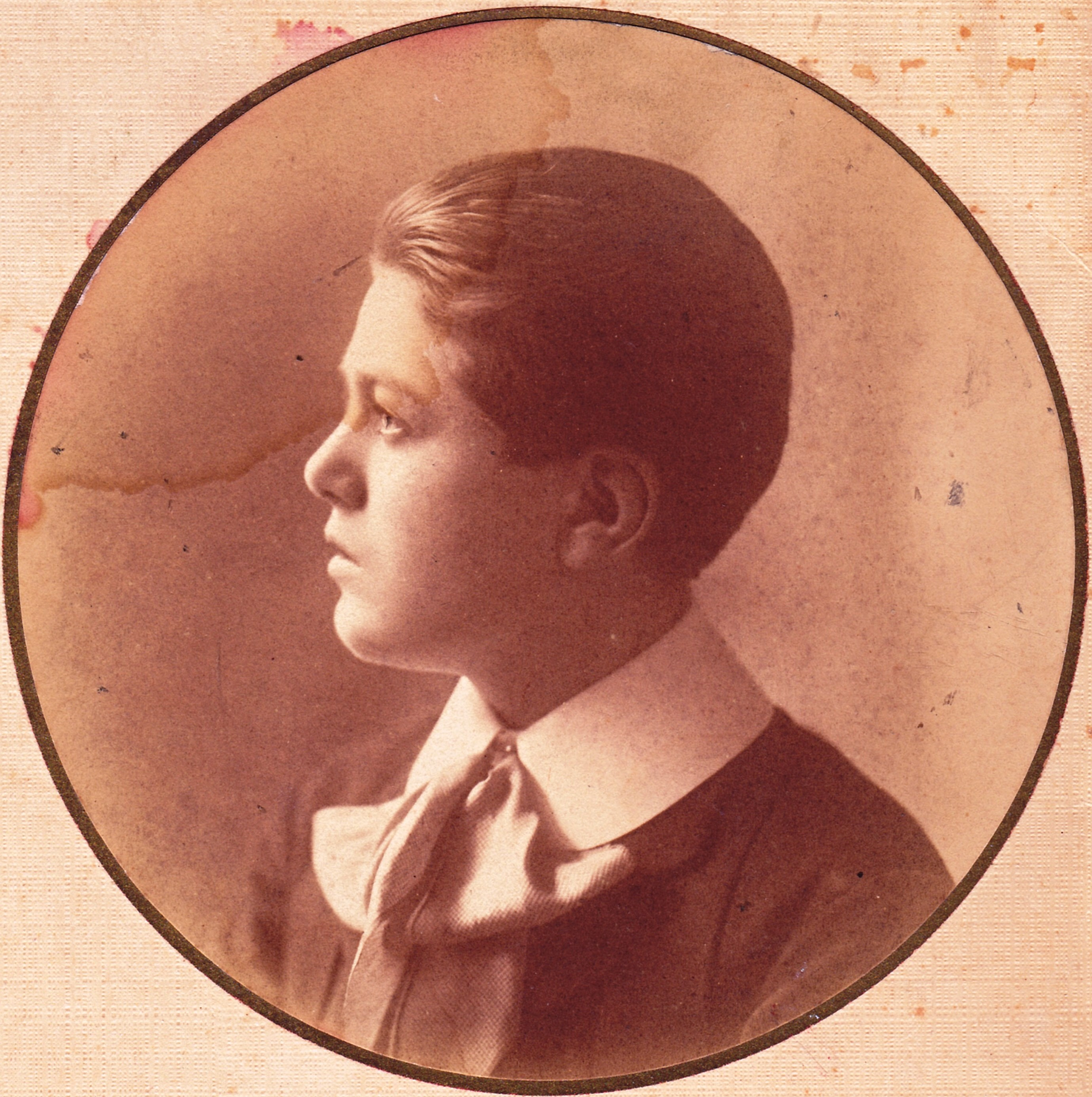
Nino Rossi nel 1910.

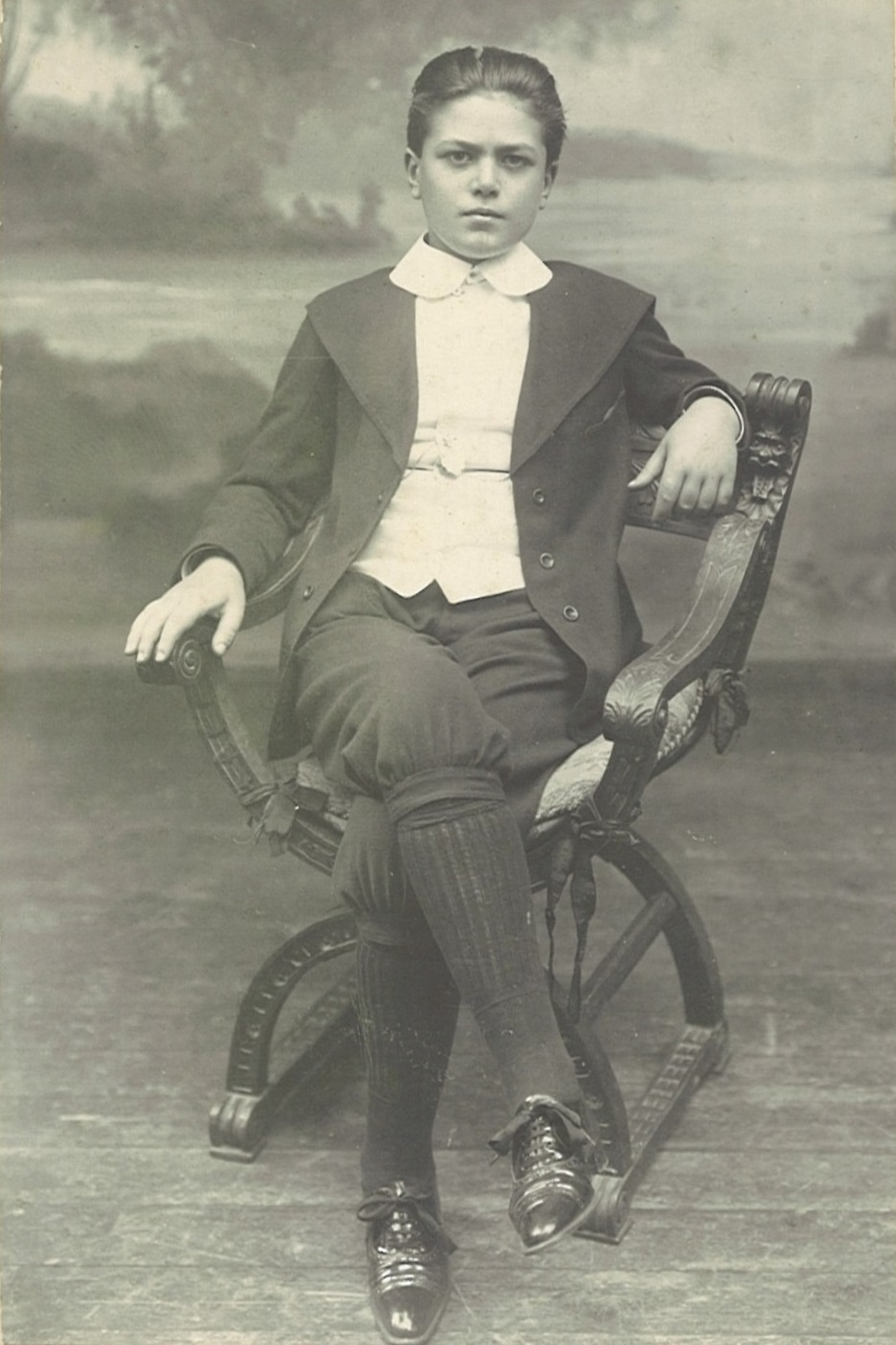
Nino Rossi nel 1908, agli inizi della carriera.

Figlio di Francesco, dipendente all'Ufficio delle Imposte e di Silvia Farneti, casalinga, sorella del soprano Maria Farneti, dimostrò fin da piccolo una grande predisposizione per la musica, tanto che la madre, non possedendo un pianoforte, gli aveva disegnato una finta tastiera su un grande foglio di carta dove il piccolo Nino imparava le note e provava la posizione delle dita.
A undici anni iniziò lo studio del pianoforte presso il Liceo musicale di Bologna e nel 1908 conseguì il diploma di pianoforte a pieni voti. Esordì non ancora tredicenne, il 30 agosto 1908, al Teatro «Novelli» di Bertinoro, in un Grande concerto vocale e strumentale, suonando Andante con variazioni e Allegro alla turca di Mozart, Studio in do diesis minore e Notturno in do minore di Chopin, Scherzo di Martuzzi, Studio in sol minore e in mi magg. di Liszt, Allegro ma non troppo, dalla Sonata per pianoforte n. 23 in Fa minore, Op. 57, di Ludwig van Beethoven. Il 19 dicembre 1908 a Firenze si esibì nella Sala Filarmonica in un programma con brani di Chopin, Bach, Beethoven e Liszt. Il 14 novembre 1909 al Comunale di Forlì tenne un concerto suonando tra l'altro Liszt (il Sonetto n. 123 del Petrarca) e tre pezzi di Chopin: Valzer in Re bem. magg., Berceuse, Polonaise brillante in Mi bem. magg.

## Gli esordi
Tra il 1909 e il 1913 girò tutta l’Europa tenendo concerti in Inghilterra, Russia, Spagna, Germania. A Roma nel 1911 nella Sala «Bach» (secondo quanto recensisce il giornale «La Vita») interpretò la Sonata per pianoforte n. 21, Op. 53 in Do maggiore (Waldstein) e il Carnaval di Schumann. Nel medesimo anno, come attesta «Il Pensiero Romagnolo» del 4 giugno, a Parigi tenne un concerto alla Salle Pleyel con musiche di Bach, Beethoven, Scarlatti, Schumann e altri. Poco dopo a Londra fu invitato a partecipare al concerto di beneficenza sotto il patronato dalle principesse Luisa di Sassonia-Coburgo-Gotha e Beatrice di Battenberg, presso l'Hotel Savoy.
Il 3 aprile 1912 si fece apprezzare a Trieste, (come riporta Il Piccolo del giorno successivo), con la Sonata per pianoforte in re minore n. 17 di Beethoven e la Sonata n. 2 op. 22 di Schumann ed alcuni Studi e Preludi di Chopin.

## Berlino
Nel 1913 si esibì a Berlino alla Regia Scuola di Musica, suonando brani di Bach, Beethoven, Schubert, Chopin, Schumann, Grieg, Domenico Scarlatti e Brahms, come si evince dalle recensioni della stampa berlinese.

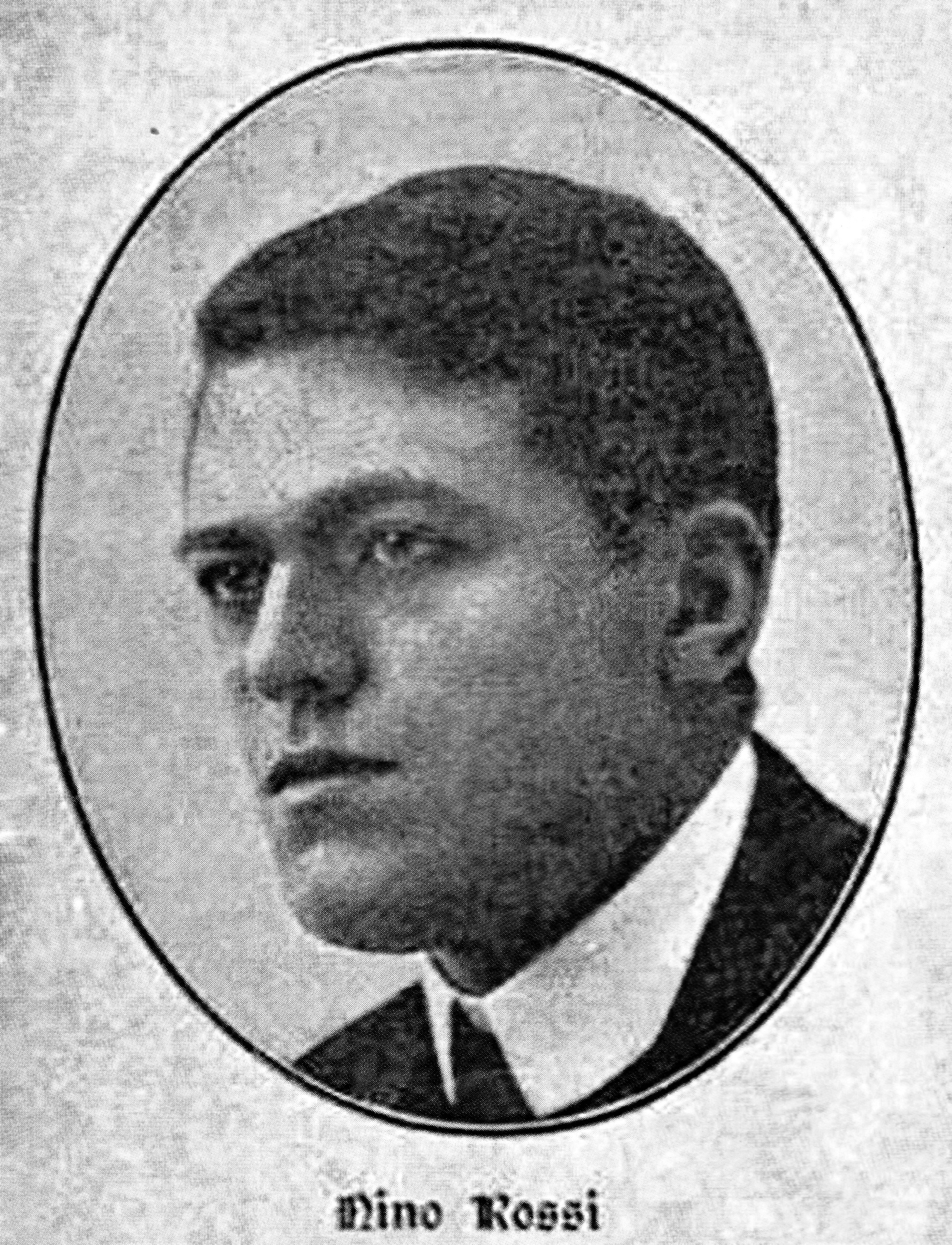
Nino Rossi nel 1943.

Sempre a Berlino, il 17 dicembre 1913, appena diciottenne, ricevette la nomina di insegnante, diventando professore presso la Scuola Superiore del Conservatorio Klindworth-Scharwenka.
Nella primavera 1914 a Parigi e Londra partecipò alle due stagioni musicali ivi organizzate. Nel dicembre 1914 al Conservatorio di Milano si fece apprezzare in particolare per l'esecuzione della Sonata op. 111 di Beethoven e della Sonata per pianoforte n. 3 in fa minore, op. 5 di Brahms. Sempre qui il 12 marzo 1915, sotto l'egida della Società del Quartetto, i critici della capitale lombarda lo salutarono come il degno emulo del grande Ferruccio Busoni.

## Losanna e la Società del Quartetto
Il 22 aprile 1918, al Conservatorio di Losanna, Rossi e il direttore svizzero Ernest Ansermet eseguirono nuove musiche di Stravinskij, tra cui i Tre pezzi facili per pianoforte a quattro mani, e nell'aprile del 1919, sempre a Losanna e poi a Ginevra suonò musiche di sua composizione, tre Colloqui di Giovanni Pascoli (di cui noti solo “Il compagno del taglialegna” e “La tessitrice" dai "Canti di Castelvecchio”) e la Ninna Nanna di Gabriele D'Annunzio.
Nel 1915 Rossi entrò nella Società del Quartetto di Losanna, con la quale collaborò per diversi anni. Il 17 dicembre 1920, sempre a Losanna, tenne un concerto per il terzo cinquantenario della nascita di Beethoven, insieme alla cantante Maria Castellazzi Bovy, il tenore Marcello Govoni, il violinista Michelangelo Abbado e il violoncellista Riccardo Malipiero.
Il 10 marzo 1921 si esibì al Regio Conservatorio di Milano per la società degli Amici della Musica in un preludio e fuga di Bach, alcuni preludi di Debussy e nei Poemi asolani di Malipiero.
L'8 aprile 1923 presso la Società del Quartetto tenne un concerto, diretto da Enrico Polo, accompagnato all'organo da Marco Enrico Bossi. Il 22 e 24 febbraio 1925, sempre presso la Società del Quartetto, suonò con il violinista Remy Prìncipe e il violoncellista napoletano Benedetto Mazzacurati, con i quali aveva costituito un trio (da non confondersi con il Trio Italiano). L'ultimo concerto in cui si presentò Rossi per la Società del Quartetto ebbe luogo il 26 gennaio 1938 e fu offerto agli Enti Culturali. Mario Castelnuovo-Tedesco pubblicò una presentazione molto positiva di Rossi, nella quale lo pose fra i migliori pianisti del momento.

## Napoli e Firenze
Nel 1923 fece tappa a Napoli e successivamente alla Società Pro Cultura Femminile di Torino con Gilberto Crepax, dove tornò nel 1924 per un concerto a due pianoforti insieme ad Ernesto Consolo. Poco dopo i due pianisti, di nuovo in coppia, si esibirono agli Amici della Musica di Firenze, con i brani nuovi En Blanc et noir di Debussy e due Danze andaluse di Manuel Infante. Sempre a Firenze Rossi da solo tenne un concerto al Lyceum di Firenze.

## Santa Cecilia
Nell'autunno 1924 conseguì la nomina di insegnante al Conservatorio Santa Cecilia di Roma, ricoprendo il ruolo che era stato, fra gli altri, del celebre Giovanni Sgambati.
A Santa Cecilia Rossi si era esibito per la prima volta il 18 marzo 1916 eseguendo, tra gli altri, il Concerto in la min. di Schumann, diretto da Bernardino Molinari. A Santa Cecilia si esibì in altre occasioni, il 28 gennaio 1927 nella sala dell'Accademia in coppia con l'allora famosissimo Remy Prìncipe, il 24 febbraio 1929 all'Augusteo sotto la direzione di Ferrucio Calusio, per eseguire un corposo programma che comprendeva fra gli altri il Concerto in Mi bem. magg. n. 5 di Beethoven, il 21 marzo 1927 nella sala accademica, perché facente parte del Trio Italiano, che aveva costituito con il violinista torinese Vittorio Brero ed il violoncellista napoletano Benedetto Mazzacurati e il 5 aprile 1933 per eseguire tra le altre una composizione cameristica di Giulio Cesare Sonzogno, una Burlesca per pianoforte.

## Tournée in Argentina
Nell'estate del 1937 il pianista forlivese fu scritturato per una impegnativa tournée in Argentina; il 27 agosto tenne un recital nel salone del Circolo Italiano di Buenos Aires per iniziativa della Società «Dante Alighieri d'interpretazione»; il 1º settembre raggiunse Rosario per un concerto presso la Biblioteca Argentina. Lo stesso Presidente Carlo J. Dfaz Guerra si complimentò con lui, inviandogli una lettera di felicitazioni, che fu in seguito pubblicata dal «Mattino d'Italia».
Il 4 settembre 1937 diede il suo secondo ed ultimo concerto a Rosario, nel Teatro Colón (demolito negli anni cinquanta), sotto l'egida della Società Filarmonica, interpretando il Concerto in re min. di Bach. A causa di una serie d'impegni precedentemente assunti, dovette ripartire da Rosario per raggiungere Buenos Aires, dove il 6 settembre, nel salone della Biblioteca del «Consejo de Mujeres», si produsse nell'esecuzione di musiche di Piatti, Pizzetti, Pasquini, Castelnuovo-Tedesco, Pick-Mangiagalli, Bach, accompagnato dall'orchestra d'archi diretta da Bruno Bandini. Il concerto fu trasmesso da Radio Excelsior.
Il 10 settembre conseguì un nuovo successo suonando, per iniziativa della «Dante Alighieri», a Santa Fe nel Salone del Museo Provinciale di Belle Arti «Rosa Galisteo de Rodriguez».
L'anno successivo ritornò in Argentina per tenere quattro concerti a Buenos Aires, i primi due il 27 agosto e il 14 settembre 1938 presso il Circolo Italiano. Il 19 settembre presso il Teatro Nacional de Comedia realizzò un programma molto impegnativo: Frescobaldi-Brugnoli, Tocada y fuga en la menar; Bach-Busoni, Capricho sobre la partida del hermano querido; Mozart, Doce valses; Beethoven, Sonata No. 30 in Mi magg. op. 109; Respighi, Siciliana; Pick-Mangiagalli, Studio di concerto n.3; Debussy, Ondine; Martucci, Tarantella. Pochi giorni dopo, precisamente il 22 settembre 1938, tenne un'importante conferenza-concerto nella Sala Ricordi di Buenos Aires, sulle sonate opp. 110 e 26 di Beethoven. Seguì un'interessante intervista pubblicata nel «Noticiario Ricordi».

## Ritorno in Europa
Il 14 aprile 1938 aveva chiuso un ciclo di concerti nelle cinque principali città del Portogallo, compresa Lisbona, conseguendo nuovi successi. Ma si distinse presto anche alla Scala, dove il 17 ottobre 1940 partecipò al Terzo Concerto Popolare d'Autunno suonando Notti nei giardini di Spagna, impressioni sinfoniche per pianoforte e orchestra di Manuel de Falla, diretto da Alceo Galliera. Il concerto era stato organizzato dalla Società dei Concerti Sinfonici, che faceva capo al Teatro del Popolo. Sempre a Milano Rossi diede prova delle sue capacità al Circolo Filologico Milanese e all'Associazione Amici della Musica di Milano nel 1942, accompagnato dall'Orchestra da camera della Scala diretta da Votto, eseguendo un concerto di Mozart e Umoresca di Pick-Mangiagalli.
Continuò ad insegnare ed a tenere concerti in tutta Italia, compresa Forlì, sua città natale mai dimenticata, fino a quando la salute glielo permise. Già da tempo il pianista aveva rivelato qualche cedimento e le mani avevano iniziato a non rispondere. Era costretto ad immergerle in acqua quasi bollente al termine di ogni pezzo eseguito, al fine di riattivare la circolazione, per un intirizzimento che gli rendeva penose le energiche volate sui tasti del pianoforte. Nino Rossi muore il 27 luglio 1952 per emorragia cerebrale, a Fortezza (Bolzano), dove risiedeva per trascorrere brevi vacanze. Per onorare la memoria del concittadino scomparso, gli Amici dell'Arte promossero nel Salone del Municipio di Forlì un pomeriggio musicale.
Ad eterna memoria Forlì gli ha intitolato una via nel quartiere Grandi Musicisti.
A lui il compositore Giorgio Federico Ghedini dedicò Fantasia per pianoforte (1927) e Ricercare super "Sicut Cervus" (Salmo XLI) per pianoforte (1944).

## Attività

### Concerti
- Nino Rossi pianoforte, Remy Principe violino, Accademia di Santa Cecilia, Concerto del pianista Nino Rossi e del violinista Remy Principe[collegamento interrotto], Roma, Pincio, 28 gennaio 1927. URL consultato il 19 gennaio 2016.
- Nino Rossi, pianoforte, Auditorio dell'Augusteo, Concerto orchestrale diretto da Ferruccio Calusio, col concorso del pianista Nino Rossi[collegamento interrotto], Roma, Squarci, 24 febbraio 1929. URL consultato il 19 gennaio 2016.
- Nino Rossi, pianoforte, Auditorio dell'Augusteo, Concerto orchestrale diretto da Bernardino Molinari, col concorso del pianista Nino Rossi[collegamento interrotto], Roma, Manuzio, 18 marzo 1916. URL consultato il 19 gennaio 2016.
- Nino Rossi pianoforte, Vittorio Brero violino, Benedetto Mazzacurati violoncello, Accademia di Santa Cecilia, Concerto del trio Nino Rossi pianoforte, Vittorio Brero violino, Benedetto Mazzacurati violoncello[collegamento interrotto], Roma, 21 marzo 1947. URL consultato il 19 gennaio 2016.
- Nino Rossi pianoforte , Ildebrando Pizzetti direttore, Orchestra e Coro dell'E.I.A.R. di Torino, Rapsodia di Pasqua, Poema sinfonico gregoriano per orchestra (PDF), Torino, Fonoteca - Edizione Società Nazionale del “Grammofono" di Giovanni Tebaldini, 6 marzo 1938 e 9 aprile 1939.

### Trascrizioni-Revisioni
- Nino Rossi - I Clavicembalisti italiani, 20 composizioni accuratamente rivedute e diteggiate dall'autore, Milano, Carish, 1946[22]
- Johann Sebastian Bach, 19 pezzi facili per pianoforte, dal libro di Anna Magdalena Bach; revisione di Nino Rossi, Milano, G. Ricordi & C., 1946[22]
- Vincenzo Manfredini, Concerto per clavicembalo e orchestra, riduzione per pianoforte solo di Nino Rossi, Milano, Carisch, 1939 (Monza, La Musicografica Lombarda)[22]
- César Franck, Preludio, Corale e fuga per pianoforte; revisione di Nino Rossi, Milano, G. Ricordi & C., 1941[22]
- Wolfgang Amadeus Mozart, Dodici danze tedesche con una coda per pianoforte per pianoforte, Köchel n. 600, 602, 605; revisione di Nino Rossi, Milano, G. Ricordi, 1940[22]

### Composizioni
- Scuola delle doppie note, per pianoforte, Milano,  G. Ricordi & C., 1946[23]
- Il Compagno del taglialegna, per canto e pianoforte. Versi di Giovanni Pascoli, Milano A. E G. Carisch e C., 1932 (Incisoria Mus. Italiana)[23]

### Incisioni 78 giri
- 1939 – M.Rossi, Toccata in Sol magg., Libera trascrizione dall'organo di Alceo Toni, 78gg (x1), La Voce del Padrone DB 5352, Italia[24]
- Pasquini, Toccata Toccata sul canto del cuculo, Trascrizione di Carlo Felice Boghen, 78gg (x1), La Voce del Padrone DB 5352, Italia[24]
- Martucci, Tarantella opera 44, parte 1 e 2, 78gg (x1), La Voce del Padrone DA 5364, Italia[24]
- Alfano, Nostalgie, 78gg (x1), La Voce del Padrone DA 5365, Italia[24]
- Pick-Mangiagalli, La Ronda di Ariele, 78gg (x1), La Voce del Padrone DA 5365, Italia[24]
- Bach, Preludio e fuga in mi min. dal Clav. ben temperato, 78gg (x1), La Voce del Padrone DB 5353, Italia[24]
- Marcello, Adagio dal Concerto in re min., trascrizione di Bach, 78gg (x1), La Voce del Padrone DB 5353, Italia[24]
- Beethoven, Sonata in mi magg. op. 109, 78gg (doppio), La Voce del Padrone DB 5411-12, Italia[24]